# Heartbreak Hotel
Heartbreak Hotel – rock and rollowa piosenka, napisana przez Mae Boren Axton, Thomasa Durdena i Elvisa Presleya. Utwór został nagrany przez Presleya. Został on zarejestrowany w studio RCA Victor w Nashville, 10 stycznia 1956 roku. „Heartbreak Hotel” została pierwszą popową piosenką nr 1 w dyskografii Elvisa, i była najlepiej sprzedającym się singlem w 1956 roku.
W 2004 utwór został sklasyfikowany na 45. miejscu listy 500 utworów wszech czasów magazynu Rolling Stone.